# Pultenaea aspalathoides
Pultenaea aspalathoides är en ärtväxtart som beskrevs av Meissner. Pultenaea aspalathoides ingår i släktet Pultenaea och familjen ärtväxter. Inga underarter finns listade i Catalogue of Life.